# Brian Simpson
Brian Simpson (født 6. februar 1953) er siden 2004 britisk medlem af Europa-Parlamentet, valgt for Labour Party (indgår i parlamentsgruppen S&D).